# Can Mengol
Can Mengol és un edifici de Sant Martí de Llémena (Gironès) inclòs a l'Inventari del Patrimoni Arquitectònic de Catalunya.

## Descripció
Edifici que s'agafa com a model de tot un seguit de construccions que se succeeixen al marge esquerre de la Llémena, al tros des del Pla de Sant Joan a Llorà. Són construccions pobres quant a materials i forma.
Està situat en posició paral·lela al riu i formada per diferents cossos de diferents alçades (d'un o dos pisos). És interessant el joc de cossos que provoquen l'entrada, adossada a la paret posterior cega i potenciada per tota una ala cega, propi d'algunes construccions actuals mediterrànies. Aquesta porta és de modillons, l'únic element destacable. La resta d'obertures tenen llindes planeres de pedra o rectes d'obra.